# Bellevue (Illinois)
Bellevue é uma vila localizada no estado americano de Illinois, no Condado de Peoria.

## Demografia
Segundo o censo americano de 2000, a sua população era de 1887 habitantes. 
Em 2006, foi estimada uma população de 1797, um decréscimo de 90 (-4.8%).

## Geografia
De acordo com o United States Census Bureau tem uma área de 
4,3 km², dos quais 4,3 km² cobertos por terra e 0,0 km² cobertos por água.

## Localidades na vizinhança
O diagrama seguinte representa as localidades num raio de 12 km ao redor de Bellevue. 